# Coregonus pidschian
Coregonus pidschian is een straalvinnige vissensoort uit de familie der zalmen (Salmonidae) en de onderfamilie van de houtingen. De wetenschappelijke naam van de soort is voor het eerst geldig gepubliceerd door Johann Friedrich Gmelin in 1789. De vis komt voor in de Noordelijke IJszee. Een Engelse benaming voor de vis is bottom whitefish.

## Kenmerken
De vis is gemiddeld 33 cm lang, maximaal 50 cm. De verschilt van andere soorten houting in het gebied door onder andere 15 tot 30 kieuwboogaanhangels en een onderstandige bek.

## Verspreiding en leefgebied
De bottom whitefish komt voor in rivieren die uitmonden in de Noordelijke IJszee van Finland tot aan Oost-Siberië, alsmede Alaska en Canada tot het stroomgebied van de rivier de Mackenzie. De vis leeft in de monding of in langzaam stromende delen van grote rivieren, grote meren, overstromingsvlakten en estuaria in brak water. De vis trekt in de paaitijd iets hoger de rivier op, maar niet zo ver. De paaitijd is tussen augustus en november. Verschillende populaties in het uitgestrekte verspreidingsgebied hebben een onderling verschillende timing en paaitrekroutes. De vis foerageert voornamelijk op ongewervelde dieren die in de bodem leven zoals slakken, vlokreeften, aasgarnalen en de larven van dansmuggen.

## Status
Er bestaat beroepsvisserij op deze soort. De populatie is zeer versnipperd over het verspreidingsgebied, maar er zijn geen factoren bekend die de soort in zijn voortbestaan bedreigen. Coregonus pidschian staat daarom op de Rode Lijst van de IUCN sinds 2008 geclassificeerd als niet bedreigd.